# Tohru Ukawa
Tohru Ukawa, född den 18 maj 1973, är en japansk före detta roadracingförare. Han kom som bäst trea i MotoGP 2002. Han körde bland annat för Repsol Honda.

## Statistik MotoGP

### Segrar
| Nr | Grand Prix | År   |
| -- | ---------- | ---- |
| 1  | Sydafrika  | 2002 |

### Andraplatser
| Nr | Grand Prix | År   |
| -- | ---------- | ---- |
| 1  | Frankrike  | 2002 |
| 2  | Katalonien | 2002 |

### Tredjeplatser
| Nr | Grand Prix | År   |
| -- | ---------- | ---- |
| 1  | Sydafrika  | 2001 |
| 2  | Spanien    | 2002 |
| 3  | Italien    | 2002 |
| 4  | Tyskland   | 2002 |
| 5  | Tjeckien   | 2002 |
| 6  | Portugal   | 2002 |
| 7  | Australien | 2002 |